# Kłonna
Kłonna (prononciation : [ˈkwɔnna]) est un village polonais de la gmina d'Odrzywół dans le powiat de Przysucha de la voïvodie de Mazovie dans le centre-est de la Pologne.
Il se situe à environ 5 kilomètres au sud d'Odrzywół (siège de la gmina), 15 kilomètres au nord-ouest de Przysucha (siège du powiat) et à 88 kilomètres au sud de Varsovie (capitale de la Pologne).
Le village compte approximativement une population de 430 habitants en 2006.

## Histoire
De 1975 à 1998, le village appartenait administrativement à la voïvodie de Radom.